# Plestiodon coreensis
Plestiodon coreensis (північнокорейський сцинк) — вид сцинкоподібних ящірок родини сцинкових (Scincidae). Ендемік КНДР.

## Поширення і екологія
Північнокорейські сцинки відомі з двох місцевостей, розташованих в повіті Йончхон на північному заході Північної Кореї, біля кордону з Китаєм.